# Vemac RD320R
Der Vemac RD320R (oder nur 320R) war ein Rennwagen des britischen Sportwagenherstellers Vemac, der 2001 entwickelt wurde und 2002 zum ersten Mal bei einem Rennen antrat. Vemac produzierte das Fahrzeug bis 2009.
Der RD320R war als FIA World Sportcar registriert und fuhr als Super-GT-300-Fahrzeug.

## Vemac
Vemac wurde von Masao Ono, Gründer des japanischen Fahrzeugveredlers Tokyo R & D Co., Ltd., Chris Craft, einem ehemaligen Automobilrennfahrer und Vernon Fotheringham, einem Geschäftsmann gegründet.

## Spezifikationen
Da fast alle gebaute Fahrzeuge für Rennstrecken konzipiert wurden und Vemac nie eine offizielle Vorstellung des Wagens gab, ist nur wenig über den RD320R bekannt. Die Karosserie besteht aus kohlenstofffaserverstärktem Kunststoff und das Fahrgestell aus Stahl und Aluminium.
| Motor               | HPD C32B Zytek ZV348 3900-cm³-V8-Saugmotor als Mittelmotor, montiert in Längsrichtung |
| Fahrgestellmaterial | Hybrid Stahl Aluminium                                                                |
| Reifen              | Advan, Kumho, Dunlop 300-640x18 / 355-710x18 (275-620x17 / 330-700x17)                |
| Aufhängung          | Doppelquerlenkerachse                                                                 |
| Länge               | 4610 mm                                                                               |
| Breite              | 1995 mm                                                                               |
| Höhe                | 1160 mm                                                                               |
| Getriebe            | 6-Gang manuell sequenziell (+ Rückwärtsgang)                                          |

## Chassis-Infos
Vemac baute neun Versionen des RD320R.
Die genaue Verteilung der Fahrzeuge ist unbekannt, jedoch ist #SVCRD320RD03H0007 mit 81 Rennen am öftesten verwenden worden.

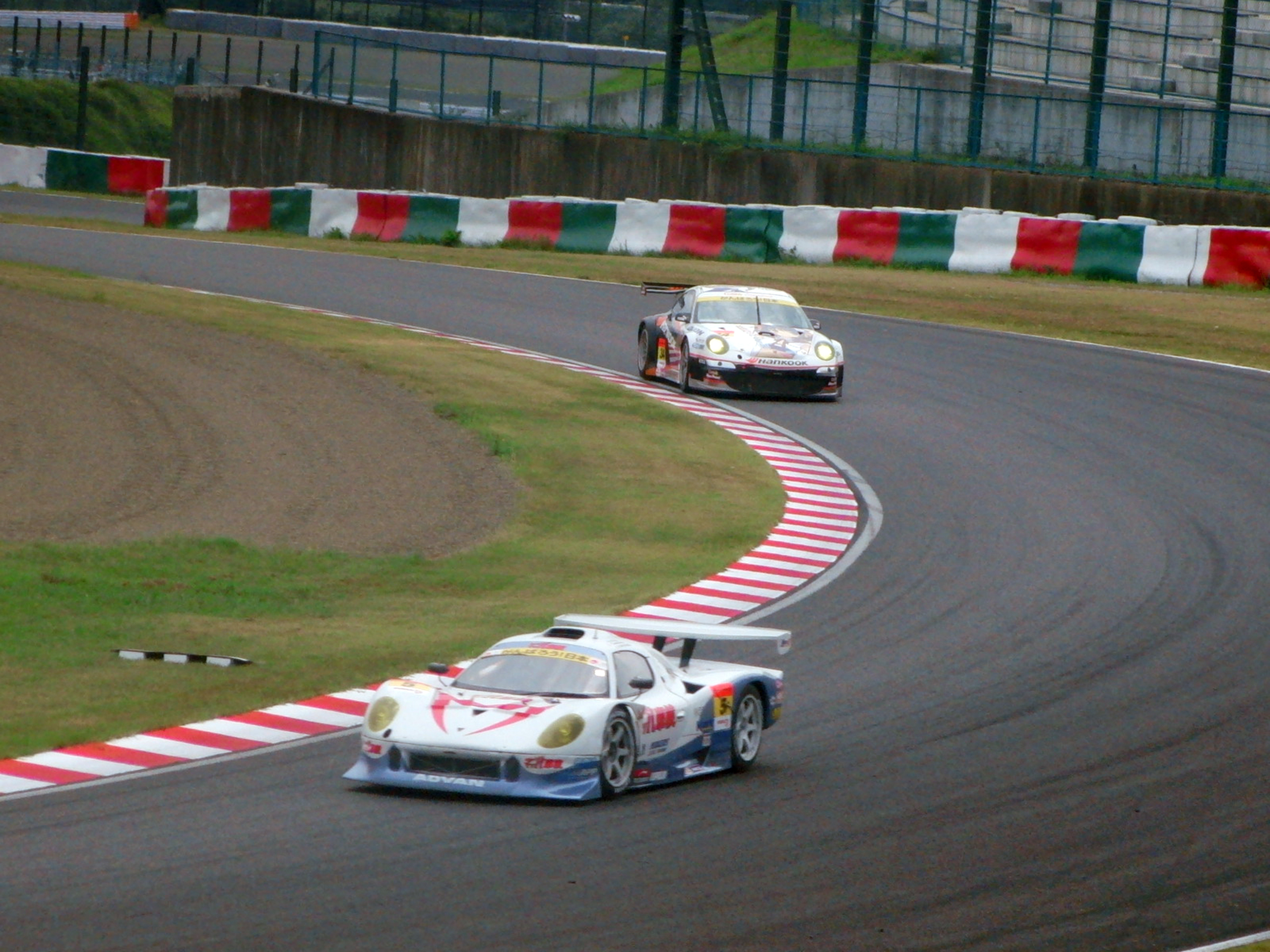
Vemac RD320R auf dem Suzuka International Racing Course beim Pokka GT Summer Special im Jahr 2011

| Werksbezeichnung   |
| ------------------ |
| #SVCRD320RD03H0001 |
| #SVCRD320RD03H0002 |
| #SVCRD320RD03H0003 |
| #SVCRD320RD03H0004 |
| #SVCRD320RD03H0005 |
| #SVCRD320RD03H0006 |
| #SVCRD320RD03H0007 |
| #SVCRD320RD03H0008 |
| #SVCRD320RD03H0009 |

| Werksbezeichnung                          | Jahre                | Renneinsätze | davon beendet | beste Platzierung | Klassensiege |
| ----------------------------------------- | -------------------- | ------------ | ------------- | ----------------- | ------------ |
| #SVCRD320RD03H0001 bis #SVCRD320RD03H0009 | 2002–2009, 2011–2012 | 169          | 120           | 3.                | 6            |

## Fahrer und Strecken

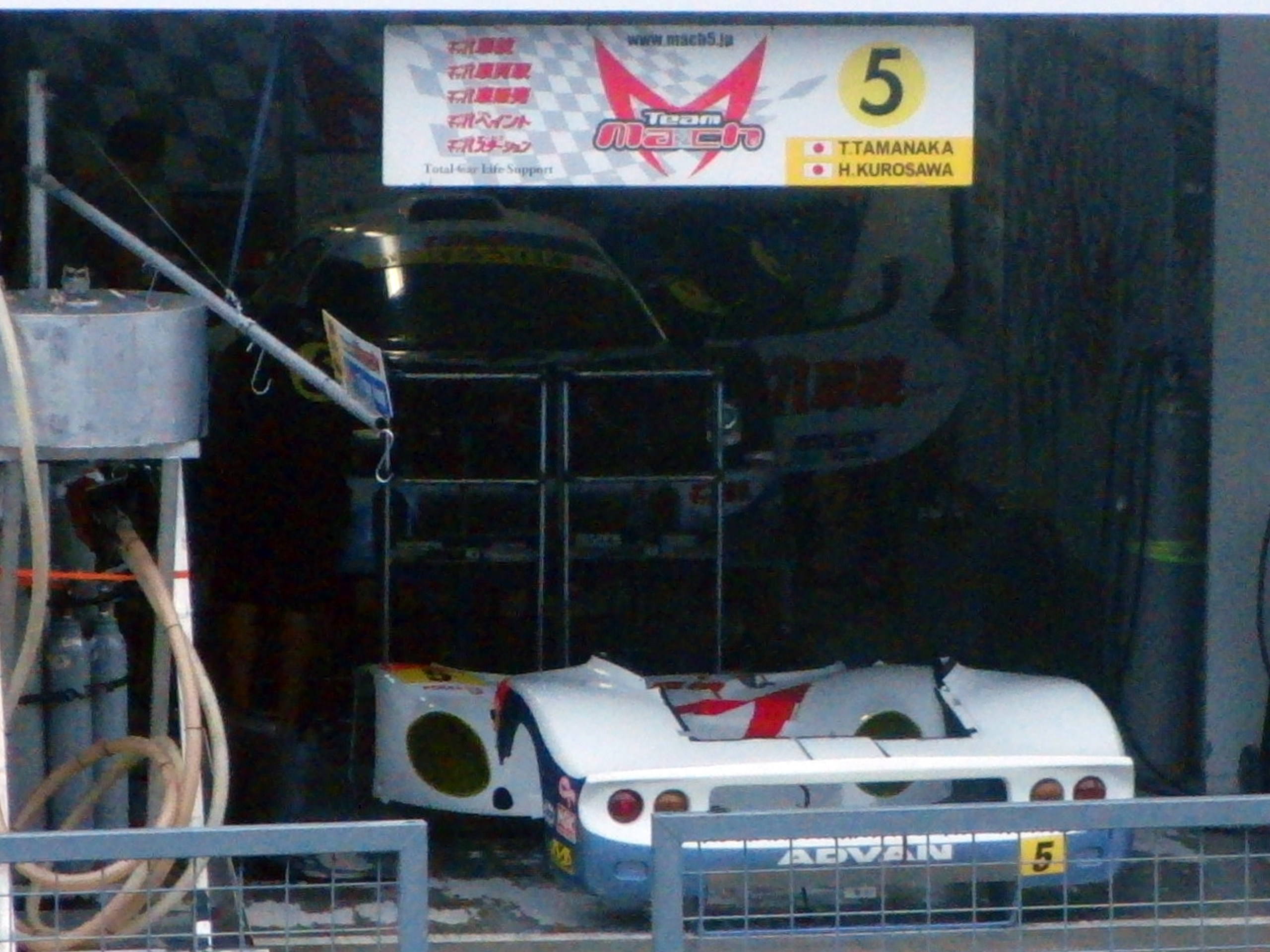
Vemac RD320R von Tesuji Tamanaka in der Boxengasse beim Pokka GT Summer Special im Jahr 2011

| Fahrer (Rennanzahl)        | Strecken (Rennanzahl) |
| -------------------------- | --------------------- |
| Tetsuji Tamanaka (72)      | Suzuka (37)           |
| Syougo Suhou (33)          | Fuji\| (36)           |
| Jun'ichirou Yamashita (33) | Motegi (21)           |
| Syougo Mitsuyama (25)      | Okayama (19)          |
| Katsuhiko Tsutsui (21)     | Sugo (18)             |
| Yasutaka Hinoi (17)        | Autopolis (16)        |
| Ryouhei Sakaguchi (16)     | Sepang (15)           |
| Masaki Matsushita (12)     | Fontana (4)           |
| Hironori Takeuchi (11)     | Tokachi (2)           |
| "Osamu" (10)               | Mine (1)              |
| "Akazame Oyaji" (10)       |                       |
| Akira Watanabe (10)        |                       |
| Kazuho Takahashi (9)       | [ 4 ]                 |